# Юлиан Ангелов
Юлиан Кръстев Ангелов е български политик, член на ВМРО - Българско национално движение.

## Биография
Юлиан Ангелов е роден на 5 май 1975 година в град Русе. Завършва профил „Фехтовка“ в ЕСПУ „М-р Ат. Узунов“ в родния си град. Завършва и Стопанската академия „Д. Ценов“ в Свищов със специалност „Икономика на търговията“ и Русенския университет „Ангел Кънчев“ в Русе със специалност „Културно-историческо наследство“. Член на ВМРО-БНД от 1997 година.
Юлиан Ангелов е областен организатор за области Русе, Разград и Силистра до 18 октомври 2009 и член на Организационния съвет във ВМРО-БНД. От 2007 година е член на НИК на ВМРО - Българско национално движение. На извънредния конгрес проведен на 16-17 октомври 2009 година е избран за организационен секретар на ВМРО-БНД. На местните избори през 2023 година в град Костинброд се кандидатира за кмет и общински съветник, като водач на листата на коалиция “Български гласъ”. Избран е за общински съветник.
Участва в протестите против сектата „Свидетели на Йехова“ в Русе.
Семеен с две деца.